# یواس‌اس همل (ای‌پی‌ای-۲۴۱)
یواس‌اس همل (ای‌پی‌ای-۲۴۱) (به انگلیسی: USS Hempstead (APA-241)) یک کشتی بود.